# Шублер
Шублерът (на немски: Schublehre, Schiebelehre или Schieblehre) е широко използван измервателен инструмент в машиностроенето. Служи за измерване на външни и вътрешни размери, дълбочини на отвори и дължини на детайли.
Точност: мери с точност стотна от милиметъра, отчита се десета от милиметъра.
Съществуват шублери с двоен нониус, отчитащи 0,5 порядъка от стандартния шублер (ползват се с малка популярност).
Нониусът е направен на принципа на успоредните прави.
Износването на инструмента се проверява, чрез поглед на просвет на челюстите и се внася съответната поправка.
Най-старата находка на шублер е открита в потънал през 6.в. пр.н.е. край остров Гиглио (Giglio – край Италианския бряг) гръцки кораб. Шублерът е направен от дърво и има формата на измервателна вилка, каквато се използва в горското стопанство. Подобни шублери са използвали по-късно и римляните.